# 9-ball

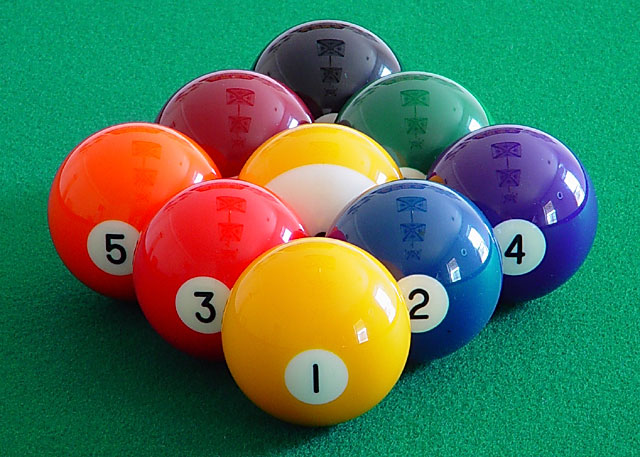
En uppställning för 9-ball. Kravet för en korrekt uppställning är att ettan ska vara längst fram (på fotpricken) och nian i mitten.

9-ball (nine ball) är en form av biljard. Man använder sig av bollarna numrerade 1–9. Vid spelets början placeras bollarna med boll ett på huvudpricken, och resterande bollar i en diamantform bakom. Boll nio placeras alltid i diamantens mitt.
Vinner gör man genom att sänka boll nio. Objektbollen är alltid den boll med lägst siffra, och denna boll måste alltså träffas först. 
Bollarna får sänkas i vilken ordning som helst. När boll 9 sänkts är spelet över, och spelaren som sänkt bollen erhåller en poäng. Vid matchspel vinner den spelare som först når ett i förväg bestämt antal poäng. 
En variant av 9-ball, kallad 5:a-9:a, går ut på att man får en poäng för femman och två för nian.